# Ратмир (богатырь)
Ратмир, или Ратша  (? — 15 июля 1240) — дружинник князя Александра Ярославича, герой Невской битвы.

## Историческое лицо
Ратмир упоминается только в одном источнике — «Повести о житии Александра Невского» (не считая многочисленных летописей, использующих текстовый материал этого жития). Здесь Ратмир назван в числе шести главных героев Невской битвы 15 июля 1240 года. Кратко сообщается, что Ратмир отважно сражался пешим и погиб, окруженный врагами. 

## Псевдобиографические сведения в научно-популярной литературе
В позднейшей литературе встречаются различные дополнения биографии Ратмира, которые могут быть полностью оставлены на совести их авторов. Например, утверждается, без ссылки на какие-либо источники, что Ратмир пережил Невскую битву и даже самого Александра Невского, а скончался будто бы в 1268 году, успев послужить следующему Великому князю Владимирскому — Ярославу Ярославичу Тверскому, младшему брату Александра.

## Генеалогическая путаница
Ратмир — герой Невской битвы — часто ошибочно смешивается с одноимённым историческим лицом, жившим гораздо ранее, а именно с прадедом Гаврилы Алексича, ещё одного героя Невской битвы.
«Государев родословец» так пишет о происхождении бояр-«Ратшичей»:
«Из немец пришел Ратша. У Ратши сын Якун. У Якуна сын Алекса. У Алексы сын Гаврила. У Гаврилы дети: Иван Морхиня да Акинф Великий. У Ивана Морхини дети: Александр и Андрей Иванович Кобыла. У Акинфа дети: Иван да бездетный Фёдор. У Александра Морхинина дети: Григорий Пушка, Владимир Холопище, Давид Казарин, Александр, Фёдор Неведомица. У Григория Пушки дети: Александр, Никита, Василий Улита, Фёдор Товарко, Константин, Андрей, Иван».
Итак, родоначальником целого ряда боярских и дворянских родов, в том числе дворянского рода Пушкиных, был не Ратмир — герой Невской битвы, а совсем другой человек. 
По мнению Ирины Сиденко, ошибку в источниках совершил поэт Александр  Пушкин, когда писал в стихотворении «Моя Родословная» читаем:
Мой предок Рача мышцей бранной 

Святому Невскому служил
От имени Ратши, возможно, происходит название села Ратчино, принадлежавшего Пушкиным. Кроме того, персонаж по имени Ратмир появляется в поэме Пушкина «Руслан и Людмила».

## Ратмир в литературе

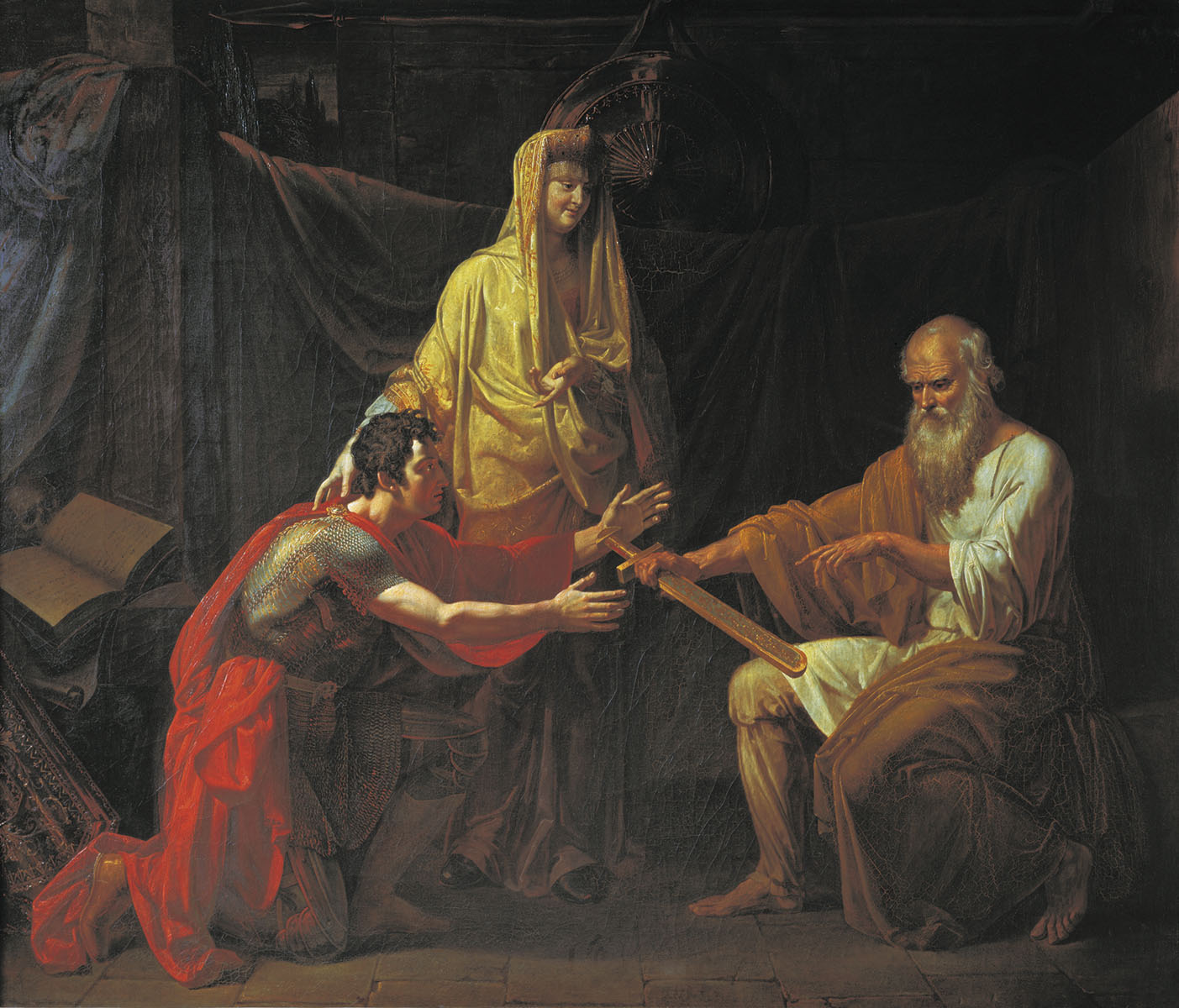
Пустынник Феодосий Борецкий вручает Мирославу, зятю Марфы Посадницы, меч Ратмира

Согласно повести Карамзина «Марфа-Посадница», Ратмир был символом новгородского величия, особо почитаемым героем. Его меч хранился новгородцами, передавался из поколения в поколение и был вручён молодому полководцу Мирославу, зятю Марфы Посадницы, который должен был возглавить оборону Новгорода от войск московского князя Ивана III.

## В кино
- Руслан и Людмила (1972 год, СССР, режиссёр Александр Птушко), в роли Ратмира — Руслан Ахметов.
- Александр. Невская битва (2008 год, Россия, режиссёр Игорь Каленов), в роли Ратмира — Игорь Ботвин.